# Emmanuèle Bernheim
Pour les articles homonymes, voir Bernheim.
Emmanuèle Bernheim est une romancière, essayiste et scénariste française, née le 13 décembre 1955 à Boulogne-Billancourt et morte le 10 mai 2017 à Paris 18e,.

## Biographie

### Famille
Emmanuèle Bernheim est la fille du collectionneur d'art André Bernheim et de la sculptrice Claude de Soria.

### Littérature et cinéma
Autrice du Cran d'arrêt en 1985 et d'Un couple en 1988, elle obtient en 1993 le prix Médicis avec son roman Sa femme paru aux éditions Gallimard.
Pour le cinéma, elle collabore avec François Ozon à l'écriture des scénarios des films Sous le sable, Swimming Pool et 5×2. Son roman, Vendredi soir (1998), est adapté par Claire Denis dans le film homonyme.
Avec Michel Houellebecq, elle écrit une adaptation cinématographique de Plateforme qui n'aboutira pas.
Elle travaille enfin avec Alain Cavalier, qui lui a proposé de tourner Être vivant et le savoir, adaptation de Tout s'est bien passé, récit dans lequel elle raconte comment elle a aidé son père à mourir. Son cancer se déclare durant le projet et le film est rattrapé par son décès.

### Décès
Elle meurt le 10 mai 2017 à Paris 18e à l'âge de 61 ans, des suites d'un cancer du poumon. Elle est incinérée au cimetière du Père-Lachaise.

### Vie privée
Emmanuèle Bernheim était, depuis 1987, la compagne de Serge Toubiana qui lui rend hommage dans son récit Les Bouées jaunes.

## Les Bourses Emmanuèle-Bernheim
En 2021, Serge Toubiana crée les Bourses Emmanuèle-Bernheim en hommage à sa compagne, dans le but de soutenir la création artistique et littéraire par l'attribution de six bourses annuelles, d'une valeur de 10 000 €.

### Jury
Un jury est constitué pour sélectionner les lauréats de ces bourses :
- Alice d'Andigné, éditrice chez Robert Laffont ;
- Nathalie Azoulai, femme de lettres ;
- Pascale Bernheim, sœur d'Emmanuèle Bernheim ;
- Stéphane Corréard, galeriste ;
- Jacques Fansten, réalisateur de films[8] ;
- Delphine Pineau, productrice de films ;
- François de Ricqlès, consultant en art et ancien président de Christie's France ;
- Noémie Yanez-Arrieta, nièce d'Emmanuèle Bernheim[8].

### Édition 2021
Le 19 novembre 2021, les six premiers lauréats sont récompensés à la galerie Loeve&Co - Marais. Il s'agit de Marie de Quatrebarbes, Maud Ventura, Raphaël Meltz, Théo Mercier, Anton Hirschfeld et Sylvie Sauvageon.

### Édition 2022
Les lauréats sont les écrivains Dune Delhomme, Victor Jestin, Polina Panassenko et les artistes Émilie Girault, Jérémie Lenoir et Vasantha Yogananthan.

## Œuvres littéraires
- Le Cran d'arrêt, Paris, Denoël, 1985  (ISBN 2-207-23131-3)
- Un couple, Paris, Gallimard, 1987  (ISBN 2-07-071257-5)
- Sa femme, Paris, Gallimard, 1993  (ISBN 2-07-073588-5) prix Médicis 1993
- Vendredi soir, Paris, Gallimard, 1998  (ISBN 2-07-075087-6)
- Stallone, Paris, Gallimard, 2002  (ISBN 2-07-076583-0)
- Tout s'est bien passé (récit), Paris, Gallimard, 2013  (ISBN 978-2-07-012434-3) grand prix des lectrices de Elle 2014, catégorie « documents »

## Filmographie
Emmanuèle Bernheim a écrit ou participé aux scénarios de :
- 1988 : L'Autre Nuit de Jean-Pierre Limosin
- 1993 : Lucas de Nadine Trintignant (téléfilm)
- 1995 : Cycle Simenon (série) : Le Mouchoir de Joseph de Jacques Fansten (téléfilm)
- 1996 : Sans mentir de Joyce Buñuel (téléfilm)
- 2000 : Sous le sable de François Ozon
- 2002 : Vendredi soir de Claire Denis
- 2003 : Swimming Pool de François Ozon
- 2004 : 5×2 de François Ozon
- 2005 : Les Invisibles de Thierry Jousse
- 2009 : Ricky de François Ozon
- 2009 : Partir de Catherine Corsini
- 2019 : Être vivant et le savoir d'Alain Cavalier

Adaptation de l'un de ses récits :
- 2021 : Tout s'est bien passé de François Ozon

Elle est apparue au petit et au grand écran dans :
- 1979 : Les Enquêtes du commissaire Maigret, épisode Maigret et l'indicateur d'Yves Allégret (série tv) : petit rôle
- 1990 : Le Champignon des Carpathes de Jean-Claude Biette : la dramaturge
- 2019 : Être vivant et le savoir d'Alain Cavalier : elle-même

### Études
- « Emmanuèle Bernheim et le roman miniature » sur Érudit.org [PDF]
- Olga Surmak, (uk) « The leitmotif in the novel of E. Bernheim Stallone as one of the principles of cinematic writing »